# Cabo Mesurado

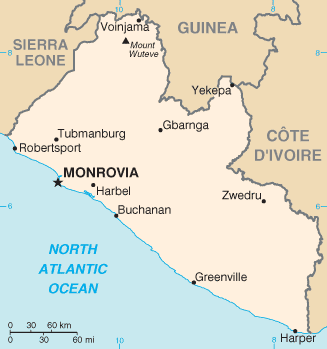
Cabo Mesurado.

O Cabo Mesurado é um cabo da Libéria, perto de Monróvia. Seu nome foi dado pelos comerciantes portugueses em 1560.